# Galium fictum
Galium fictum är en måreväxtart som beskrevs av E.G.Camus. Galium fictum ingår i släktet måror, och familjen måreväxter.
Artens utbredningsområde är Frankrike. Inga underarter finns listade i Catalogue of Life.